# Gia đình Việt Nam

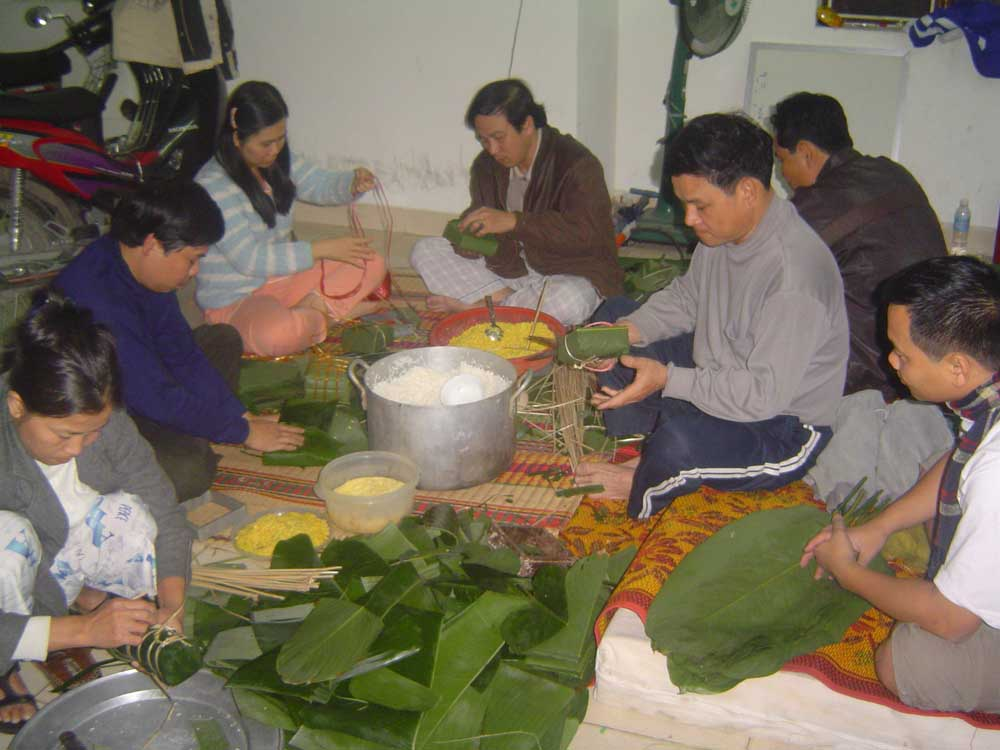
Một gia đình đang gói bánh chưng cho ngày Tết

Theo truyền thống Việt Nam, người chồng là người đứng đầu một gia đình và hộ gia đình (gia trưởng). Nhiều gia đình sống cùng nhau chung một huyết thống gọi là đại gia đình hay gia tộc, họ. Người đứng đầu trong đại gia đình gọi là "trưởng tộc" hay "trưởng họ".  Theo truyền thuyết, tất cả người Việt đều có chung nguồn gốc tổ tiên là Lạc Long Quân và Âu Cơ. Hiện nay, chính sách của Nhà nước và xã hội Việt Nam rất coi trọng đơn vị gia đình, gia đình chính là tế bào của xã hội.
Theo điều 18 của Luật bình đẳng giới thì vợ chồng có quyền, nghĩa vụ ngang nhau trong quyết định các nguồn lực trong gia đình, trong việc bàn bạc, quyết định lựa chọn và sử dụng biện pháp kế hoạch hoá gia đình phù hợp,... các thành viên nam, nữ trong gia đình có trách nhiệm chia sẻ công việc gia đình.
Theo phong tục tập quán người Việt, các thành viên trong gia đình thường về tụ hội đông đủ vào dịp Tết Nguyên Đán hằng năm. Ngoài ra các dịp đám cưới, đám tang, đám giỗ cũng là dịp để các thành viên trong gia đình tập hợp lại. Gia đình Việt Nam có đặc điểm là nhiều thế hệ sống chung trong cùng một mái nhà. Mỗi gia đình thường có ba thế hệ sống chung với nhau: ông bà - cha mẹ - con cái. Đối với gia đình Việt Nam thì người trụ cột thường là người chồng (hoặc người cha, ông).
Thủ tướng Chính phủ Việt Nam ký ban hành Quyết định 72/2001/QĐ-TTg chọn ngày 28 tháng 6 hàng năm là ngày gia đình Việt Nam.

## Hệ thống quan hệ họ hàng
Gia đình Việt Nam có mối quan hệ họ hàng thân thiết, mỗi thế hệ (đời) bao gồm các tên gọi. Nếu lấy trọng tâm là bản thân mình (Ta/Tôi) thì có cách gọi các đời khác theo quan hệ thứ bậc như sau:
| Đời | Tên gọi                              | Đời trước / sau |
| --- | ------------------------------------ | --------------- |
| 1   | Cụ Tổ (dòng họ)                      | +5              |
| 2   | Cụ Kỵ ( Kỵ nội / Kỵ ngoại )          | 4               |
| 3   | Cụ Cố (Cụ ông/ Cụ bà)                | 3               |
| 4   | Ông bà                               | 2               |
| 5   | Cha mẹ                               | 1               |
| 6   | Ta/Tôi                               | 0               |
| 7   | Con (Con trai/con gái)               | 1               |
| 8   | Cháu (Cháu trai/Cháu gái)            | 2               |
| 9   | Chắt (Chắt trai/chắt gái)            | 3               |
| 10  | Chút hoặc Chít (Chút trai/Chút gái)  | 4               |
| 11  | Chụt hoặc Chuỵt (Chụt trai/Chụt gái) | 5               |

Thông thường một gia đình điển hình ở Việt Nam có 3 thế hệ: ông bà, cha mẹ và con cái hay còn gọi là "tam đại đồng đường". Cũng có vài trường hợp có gia đình có đến 4 thế hệ gọi là "tứ đại đồng đường"  hay 5 thế hệ "ngũ đại đồng đường".
Nếu xét quan hệ ngang hàng với Ta/Tôi thì có "anh chị em ruột" (cùng cha mẹ) và "anh chị em họ" (cùng ông bà nhưng khác cha mẹ). Đôi khi cũng có trường hợp "anh chị em nuôi" do cha mẹ nhận nuôi nhưng không có chung huyết thống với cha mẹ. Cũng một vài trường hợp, cha mẹ nhận "anh chị em họ" làm con nuôi. Trường hợp anh chị em cùng cha nhưng khác mẹ gọi là "anh em dị bào"  và anh chị em cùng mẹ nhưng khác cha gọi là "anh chị em đồng mẫu dị phụ". Chồng của chị gái/em gái gọi là "anh/em rể". Anh em chị của chồng gọi là "anh em chị chồng" và tương tự với vợ là "anh em chị vợ". Hai người đàn ông có vợ là chị em gọi là "anh em cọc chèo"  hay "anh em đồng hao" (ở miền Bắc); và hai người phụ nữ có chồng là anh em gọi là "chị em dâu". Chồng của chị/em gái họ hàng cũng được gọi là "anh/em rể".
Nhìn chung quan hệ họ hàng trong gia đình ở Việt Nam rất phức tạp, người Việt có thuật ngữ dây mơ rễ má để hình dung những mối quan hệ nêu trên, trong đó thì những mối quan hệ cơ bản nhất thì nằm trong diện tứ thân phụ mẫu".
Tứ thân tức là bốn người thân của chúng ta, sẽ bao gồm: 1. Bố mẹ,  2. Anh, em, 3. Vợ, chồng 4. Con cái.
Trong hệ thống pháp luật Việt Nam hiện hành cũng quy định về quan hệ họ hàng, chủ yếu là trong Luật Hôn nhân và Gia đình (để xác định đối tượng kết hôn trong phạm vi ba đời, quyền và nghĩa vụ của các thành viên trong gia đình) và trong Bộ Luật dân sự (để xác định về diện thừa kế và hàng thừa kế).

## Cha mẹ
Cách gọi cha thông thường gồm cha đẻ (cha ruột của mình), cha dượng (chồng của mẹ đẻ khi cha đẻ mất) và cha nuôi (người nuôi dưỡng mình khi cha mẹ đẻ không có khả năng nuôi mình hoặc đã mất). Tương tự với cách gọi mẹ gồm mẹ đẻ (người sinh ra mình), mẹ kế (vợ của cha đẻ khi mẹ đẻ mất), mẹ nuôi (người nuôi dưỡng mình khi cha mẹ đẻ không có khả năng nuôi mình hoặc đã mất). Ngoài ra còn nhiều cách gọi cha mẹ khác nhau tùy thuộc theo hoàn cảnh và vai trò của họ với con cái.

## Cưới xin

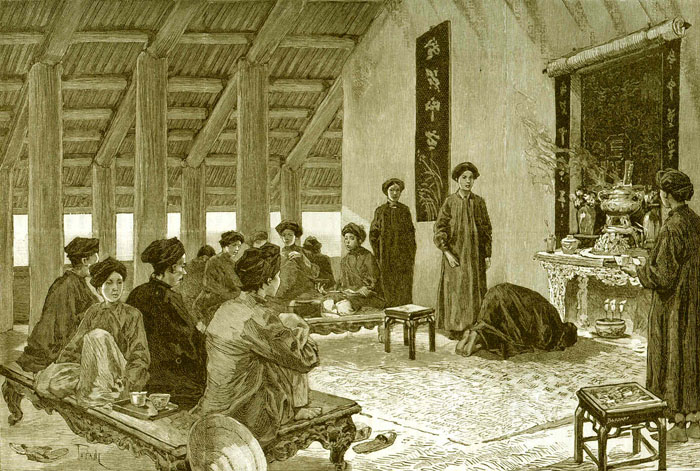
Hình vẽ lễ gia tiên tại Lễ cưới Trung Kỳ năm 1894

Ở thời phong kiến, khi con cái cưới xin đều phải nghe theo ông bà, cha mẹ. Thời hiện đại, tư duy người Việt Nam đã thoáng hơn, con cái có thể tự do chọn người mình ưng ý và giới thiệu với cha mẹ. Hiện nay, nhà nước Việt Nam quy định chế độ hôn nhân "một vợ một chồng", vợ chồng bình đẳng.

## Đặt tên

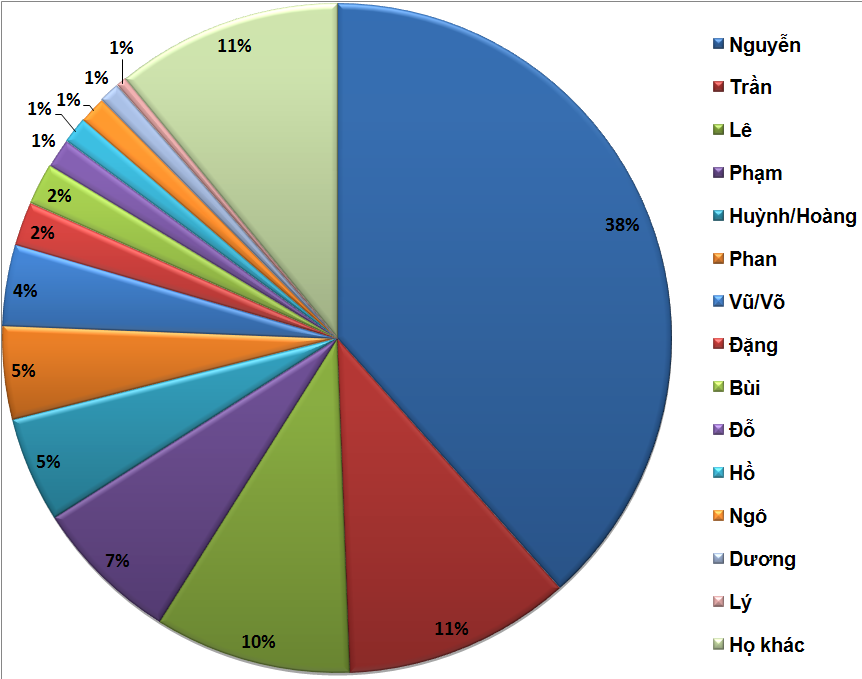
Phân bổ các dòng họ người Việt

Thông thường, gia đình Việt Nam theo chế độ phụ hệ tức là người cha làm chủ gia đình. Vì vậy, tên của con cái đa số mang họ cha, tuy nhiên cũng có một số trường hợp con cái mang họ mẹ. Tên của một người Việt Nam chia làm 3 phần:
- Tên họ: họ của cha, đôi khi ghép họ của cha lẫn mẹ với nhau
- Tên đệm hay còn gọi là tên lót, tên lót không bắt buộc phải có
- Tên: tên của cá nhân mình

Một người đàn ông có tên "Nguyễn Minh Tâm" thì "Nguyễn" là họ (thông thường là họ của cha), "Minh" là tên đệm, và "Tâm" là tên gọi. Để gọi tên người này trong xã hội Việt Nam đơn giản chỉ gọi là Tâm. Một người phụ nữ có tên là "Nguyễn Lê Liên Tâm" thì "Nguyễn" là họ (thông thường là họ của cha), "Lê" có thể là tên lót hoặc họ của mẹ, "Liên" là tên đệm (lót), là Tâm là tên gọi.
Cá biệt có trường hợp tên của 3 chị em "Lê Hoàng Hiếu Nghĩa Đệ Nhất Thương Tâm Nhân" dài đến 8 chữ, được xem là thuộc dạng tên "độc nhất vô nhị".

## Văn hóa ứng xử

### Xưng hô trong gia đình

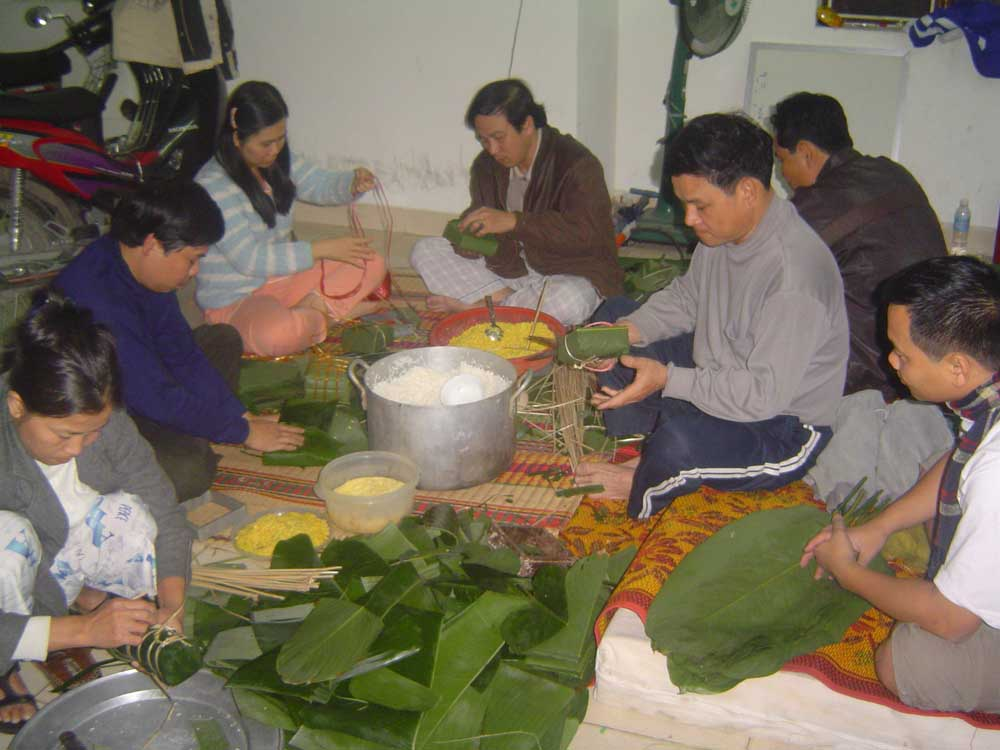
Một gia đình đang gói bánh chưng cho ngày Tết

Việc xưng hô các thành viên trong gia đình tùy thuộc về nề nếp truyền thống gia đình và vùng miền nơi gia đình sinh sống. Có hơn 60 cách xưng hô khác nhau. Ở miền Bắc, bố đẻ gọi là "cha", nhưng lại là "ba" nếu ở miền Nam, đôi khi là "tía".
Trong gia đình Việt Nam không gọi tên chức danh của các thành viên khi giao tiếp với nhau trong đời sống như xã hội Hàn Quốc. Chẳng hạn, như một người tên là Nguyễn Công Minh, cấp bậc Trung tá, ở xã hội người ta có thể gọi là Trung tá Nguyễn Công Minh nhưng trong gia đình thường chỉ gọi theo chức danh như cha, ông, cháu hoặc đơn giản là "Minh".
Ở miền Nam Việt Nam, khi người ta gọi tên các thành viên trong gia đình thường gọi tên kèm theo thứ tự sinh ra (nếu gia đình có nhiều con), ví dụ: Ông Lê Hoàng Quân là con đầu lòng được gọi là là "Hai Quân", ông Nguyễn Văn Đua là con thứ hai nên gọi là "Ba Đua", ông Nguyễn Văn Đời" là con thứ bảy nên gọi là "Tám Đời". Có vài giả thuyết giải thích tại sao người miền Nam không gọi con đầu lòng hay con trưởng là cả như ở miền Bắc.

### Xưng hô ở họ hàng
Cách xưng hô của một người với họ hàng của mình ở mỗi vùng miền:
| Vai vế                           | Cách xưng hô | Cách xưng hô | Cách xưng hô |
| Vai vế                           | Miền Bắc     | Miền Trung   | Miền Nam     |
| -------------------------------- | ------------ | ------------ | ------------ |
| Vai lớn                          |              |              |              |
| Anh ruột/họ của cha              | Bác          | Bác          | Bác          |
| Vợ của anh ruột/họ của cha       | Bác          | Bác          | Bác          |
| Anh ruột/họ của mẹ               | Bác          | Cậu          | Cậu          |
| Vợ của anh ruột/họ của mẹ        | Bác          | Mợ           | Mợ           |
| Chị ruột/họ của cha              | Bác          | O            | Cô           |
| Chồng của chị ruột/họ của cha    | Bác          | Dượng        | Dượng        |
| Chị ruột/họ của mẹ               | Bác, Dà      | Dì           | Dì           |
| Chồng của chị ruột/họ của mẹ     | Bác          | Dượng        | Dượng        |
| Vai nhỏ                          |              |              |              |
| Em trai ruột/họ của cha          | Chú          | Chú          | Chú          |
| Vợ của em trai ruột/họ của cha   | Thím, Cô     | Thím         | Thím         |
| Em trai ruột/họ của mẹ           | Cậu          | Cậu          | Cậu          |
| Vợ của em trai ruột/họ của mẹ    | Mợ, Cô       | Mợ           | Mợ           |
| Em gái ruột/họ của cha           | Cô           | O            | Cô           |
| Chồng của em gái ruột/họ của cha | Chú          | Dượng        | Dượng        |
| Em gái ruột/họ của mẹ            | Dì           | Dì           | Dì           |
| Chồng của em gái ruột/họ của mẹ  | Chú          | Dượng        | Dượng        |

## Bữa cơm gia đình

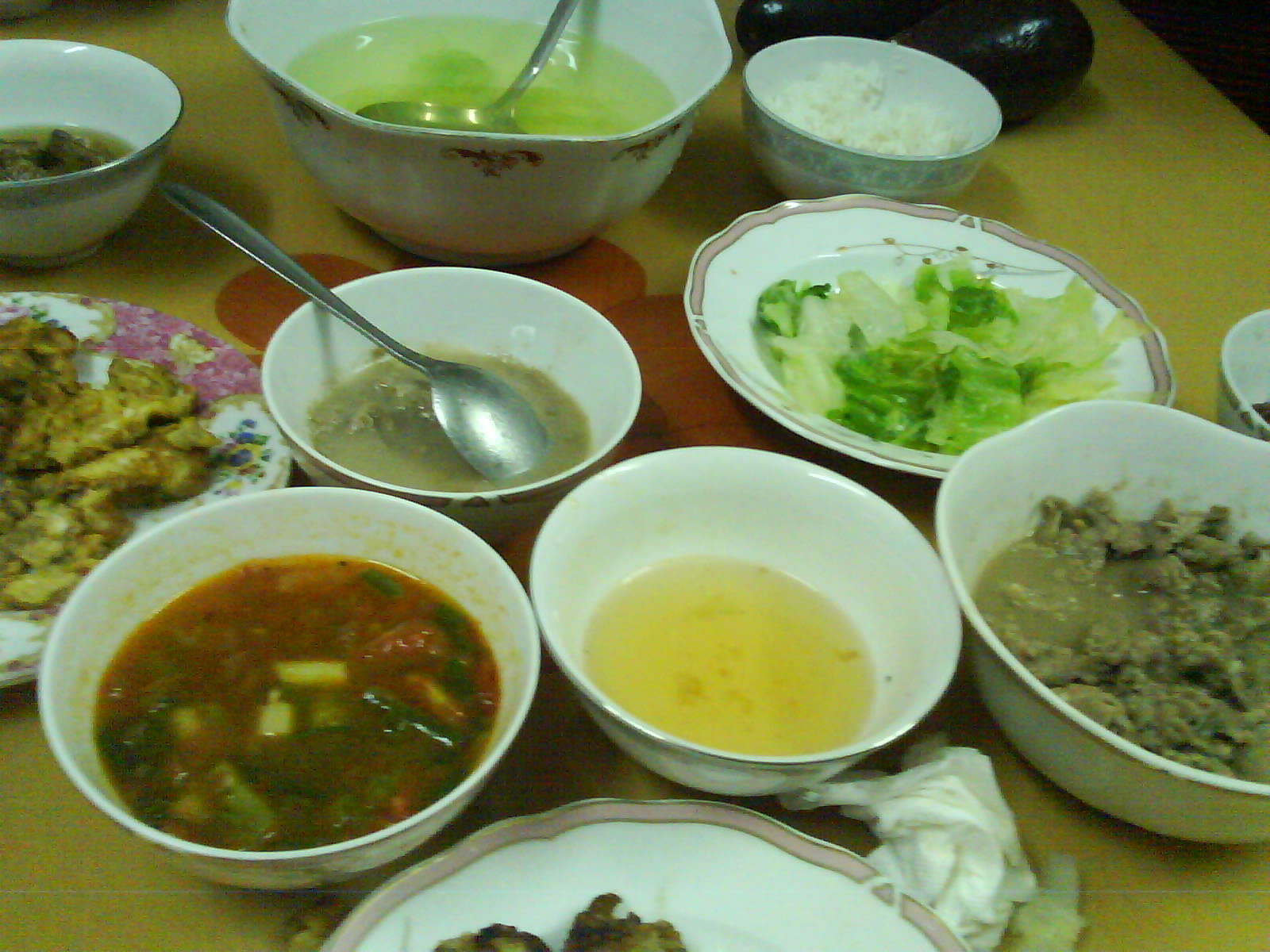
Một bữa cơm của gia đình Việt Nam hiện đại với thịt bò, trứng rán, rau bắp cải...

Người Việt thời phong kiến rất coi trọng bữa cơm gia đình, thông thường thì phải đủ các thành viên trong gia đình có mặt mới được dùng bữa. Ngày nay, nhiều gia đình vẫn còn giữ truyền thống đó tuy nhiên cũng nhiều gia đình dùng bữa mà không cần đợi đủ các thành viên, có lẽ một phần do đời sống hiện đại bận rộn hơn mà người ta bỏ phong tục này.

## Tụ họp
Hằng năm vào dịp  Tết Nguyên Đán, theo phong tục thì các thành viên trong gia đình thường về tụ hội đông đủ. Ngoài ra các dịp như đám cưới, đám tang, đám giỗ cũng là dịp để các thành viên trong gia đình tập hợp lại.

## Nhà cửa
Gia đình Việt Nam được coi là một tế bào của xã hội. Gia đình có ý nghĩa quan trọng, thông thường các thế hệ sống cùng nhau. Khác với xã hội phương Tây, con cái trưởng thành có thể tự do sống tự lập và được khuyến khích. Một người trưởng thành hoặc đã kết hôn ở Việt Nam muốn sống độc lập tốt nhất phải có sự đồng ý của cha mẹ/ông bà.

## Các mâu thuẫn trong gia đình
Hiện nay có nhiều mâu thuẫn trong gia đình Việt Nam, chủ yếu như vấn đề về bình đẳng giới, bạo lực gia đình, xung đột thế hệ, mâu thuẫn về kinh tế, về con chung - con riêng (con anh, con tôi và con của chúng ta). Để giải quyết mâu thuẫn người Việt thường thực hiện theo truyền thống "đóng cửa bảo nhau", theo hướng hòa giải, ít khi ra đến cơ quan tố tụng như phương Tây, tuy vậy việc kiện tụng, đã trở nên phổ biến hơn.